# Павлович, Александар (футболист)
Алекса́ндар Па́влович (серб. Александар Павловић; нем. Aleksandar Pavlović; родился 3 мая 2004, Мюнхен) — немецкий футболист, полузащитник немецкого клуба «Бавария» и сборной Германии.

## Клубная карьера
Футбольную карьеру начал в клубе «Фюрстенфельдбрукк», в 2011 году присоединился к футбольной академии «Баварии». 28 октября 2023 года дебютировал в основном составе «Баварии», выйдя на замену в матче немецкой Бундеслиги против клуба «Дармштадт 98». 27 января 2024 года забил свой первый гол за «Баварию» в матче Бундеслиги против «Аугсбурга».

## Карьера в сборной
В ноябре 2023 года дебютировал за сборную Германии до 20 лет.
3 июня 2024 года дебютировал за главную сборную Германии в товарищеском матче против сборной Украины. Был включён в заявку сборной на Евро-2024, но в последний момент из-за обострившегося тонзиллита был заменён на Эмре Джана и пропустил турнир.

## Статистика

### Клубная
| Выступление      | Выступление      | Выступление      | Чемпионат | Чемпионат | Кубки | Кубки | Еврокубки | Еврокубки | Итого | Итого |
| Клуб             | Лига             | Сезон            | Игры      | Голы      | Игры  | Голы  | Игры      | Голы      | Игры  | Голы  |
| ---------------- | ---------------- | ---------------- | --------- | --------- | ----- | ----- | --------- | --------- | ----- | ----- |
| Бавария          | Бундеслига       | 2023/24          | 19        | 2         | 0     | 0     | 3         | 0         | 22    | 2     |
| Бавария          | Бундеслига       | 2024/25          | 5         | 1         | 1     | 0     | 2         | 0         | 8     | 1     |
| Бавария          | Итого            | Итого            | 24        | 3         | 1     | 0     | 5         | 0         | 30    | 3     |
| Всего за карьеру | Всего за карьеру | Всего за карьеру | 24        | 3         | 1     | 0     | 5         | 0         | 30    | 3     |

1. ↑  Кубок Германии
2. ↑  Лига чемпионов УЕФА

### Матчи и голы за сборную
| Матчи и голы Павловича за сборную Германии | Матчи и голы Павловича за сборную Германии | Матчи и голы Павловича за сборную Германии | Матчи и голы Павловича за сборную Германии | Матчи и голы Павловича за сборную Германии | Матчи и голы Павловича за сборную Германии |
| №                                          | Дата                                       | Оппонент                                   | Счёт                                       | Голы                                       | Соревнование                               |
| ------------------------------------------ | ------------------------------------------ | ------------------------------------------ | ------------------------------------------ | ------------------------------------------ | ------------------------------------------ |
| 1                                          | 3 июня 2024                                | Украина                                    | 0:0                                        | —                                          | Товарищеский матч                          |
| 2                                          | 7 сентября 2024                            | Венгрия                                    | 5:0                                        | 1                                          | Лига наций УЕФА 2024/2025                  |
| 3                                          | 10 сентября 2024                           | Нидерланды                                 | 2:2                                        | —                                          | Лига наций УЕФА 2024/2025                  |

Итого: 3 матча / 1 гол; 1 победа, 2 ничьих, 0 поражений.

## Достижения
«Бавария»
- Чемпион Германии: 2024/25